# Marcilhac de Clergor
Marcilhac la Crosilha (en francès Marcillac-la-Croisille) és un municipi francès situat al departament de la Corresa i a la regió de la Nova Aquitània.

## Demografia
| 1962                                       | 1968 | 1975 | 1982 | 1990 | 1999 | 2007 |
| ------------------------------------------ | ---- | ---- | ---- | ---- | ---- | ---- |
| 825                                        | 907  | 801  | 777  | 787  | 779  | 829  |
| Des de 1962: població sense dobles comptes |      |      |      |      |      |      |

## Administració
| Període   | Identitat              | Partit |
| --------- | ---------------------- | ------ |
| 2001-2008 | Yvette Continsouza     |        |
| 2008-     | Jean-Louis Bachellerie | UMP    |